# Bartolottilaan 2
Bartolottilaan 2 is een gemeentelijk monument aan de Bartolottilaan 2 in Soest in de provincie Utrecht.
Nadat jonkheer C.H. van den Brandeler in 1927 reeds een groot landhuis aan de Birkstraat 106 had laten bouwen, liet hij in 1933 twee kleinere huizen bouwen aan de hoek Birkstraat - Bartolottilaan.
De woning op de hoek van de Bartolottilaan en de Birkstraat werd als zomerhuis gebouwd door architect J.C. van Epen uit Baarn voor C.H. van den Brandeler.  Deze eigenaar liet in 1950 het met riet gedekte tuinprieel van zijn woning aan de Birkstraat naar Honswijk overbrengen. Het met riet gedekte huis heeft verschillende dakgoothoogten en heeft een groot overstekend dak. Aan de linkerzijde is een erker gebouwd. De achtergevel heeft een aanbouw over de  gehele lengte.